# William Johnston
William Johnston (nacido en Belfast, Irlanda del Norte, 1925 - fallecido en Tokio, Japón, 2010) fue un sacerdote jesuita y defensor de la meditación zen. Su familia era partidaria del Ejército Republicano Irlandés y sufrió el terror durante la guerra civil irlandesa. Estudió en la Universidad de Liverpool y en la Universidad Nacional de Irlanda, después ingresó en la orden jesuita y en 1951 se trasladó al Japón de posguerra, donde residió desde entonces.
Doctor en teología mística por la Universidad Sofía de Tokio, también había realizado estudios específicos sobre budismo. Muy influido por el sacerdote jesuita Hugo Enomiya-Lassalle, Johnston participó activamente en el diálogo entre budismo zen y cristianismo.
Johnston practicaba Zen bajo la guía de Yamada Koun Roshi, pero Johnston insistió en seguir recitando la Oración de Jesús a pesar de las instrucciones contrarias de Yamada. Pusieron fin al vínculo maestro-discípulo.
Sus reflexiones sobre sus orígenes en Irlanda del Norte, su transición a Japón y la práctica del zen, versan sobre cómo la relación del catolicismo y la meditación zazen pueden transformar Irlanda, Japón, el budismo zen y el misticismo cristiano.
Hacia el final de su vida, influido por la experiencia japonesa de los bombardeos de poblaciones civiles, y su comprensión de las enseñanzas de Buda y Jesús, Johnston abrazó la promoción activa de iniciativas de no violencia.